# NGC 5499
NGC 5499 is een spiraalvormig sterrenstelsel in het sterrenbeeld Ossenhoeder. Het hemelobject werd op 13 mei 1882 ontdekt door de Franse astronoom Édouard Jean-Marie Stephan.

## Synoniemen
- UGC 9074
- MCG 6-31-76
- ZWG 191.60
- IRAS 14086+3609
- PGC 50623